# Cúp bóng đá Nam Mỹ 2019 (Bảng C)
Bảng C của Cúp bóng đá Nam Mỹ 2019 sẽ diễn ra từ ngày 16 đến ngày 24 tháng 6 năm 2019. Bảng này bao gồm Chile, Ecuador, khách mời Nhật Bản, và Uruguay.

## Các đội tuyển
| Vị trí bốc thăm | Đội tuyển            | Nhóm | Tham dự | Thành tích tốt nhất lần trước                                                                          | Bảng xếp hạng FIFA | Bảng xếp hạng FIFA |
| Vị trí bốc thăm | Đội tuyển            | Nhóm | Tham dự | Thành tích tốt nhất lần trước                                                                          | Tháng 12-2018      | Tháng 6-2019       |
| --------------- | -------------------- | ---- | ------- | --- | ------------------ | ------------------ |
| C1              | Uruguay              | 1    | 44 lần  | Vô địch (1916, 1917, 1920, 1923, 1924, 1926, 1935, 1942, 1956, 1959 (E), 1967, 1983, 1987, 1995, 2011) | 7                  | 8                  |
| C2              | Ecuador              | 4    | 28 lần  | Hạng tư (1959 (E), 1993)                                                                               | 57                 | 60                 |
| C3              | Nhật Bản (khách mời) | 3    | 2 lần   | Vòng bảng (1999)                                                                                       | 50                 | 28                 |
| C4              | Chile                | 2    | 39 lần  | Vô địch (2015, 2016)                                                                                   | 13                 | 16                 |

Ghi chú
1. ↑  Bảng xếp hạng của tháng 12 năm 2018 đã được sử dụng để hạt giống cho bốc thăm chung kết.

## Bảng xếp hạng
| VT | Đội      | ST | T | H | B | BT | BB | HS | Đ | Giành quyền tham dự                     |
| -- | -------- | -- | - | - | - | -- | -- | -- | - | --------------------------------------- |
| 1  | Uruguay  | 3  | 2 | 1 | 0 | 7  | 2  | +5 | 7 | Giành quyền vào vòng đấu loại trực tiếp |
| 2  | Chile    | 3  | 2 | 0 | 1 | 6  | 2  | +4 | 6 | Giành quyền vào vòng đấu loại trực tiếp |
| 3  | Nhật Bản | 3  | 0 | 2 | 1 | 3  | 7  | −4 | 2 |                                         |
| 4  | Ecuador  | 3  | 0 | 1 | 2 | 2  | 7  | −5 | 1 |                                         |

Trong tứ kết:
- Đội nhất bảng C sẽ giành quyền thi đấu với đội xếp thứ ba bảng A hoặc bảng B.
- Đội nhì bảng C sẽ giành quyền thi đấu với đội nhất bảng B.
- Đội xếp thứ ba bảng C có thể giành quyền với tư cách là 1 trong 2 đội xếp thứ ba tốt nhất để thi đấu với đội nhất bảng A.

## Các trận đấu

### Uruguay v Ecuador
| Uruguay                                                  | 4–0      | Ecuador |
| -------------------------------------------------------- | -------- | ------- |
| - Lodeiro 6' - Cavani 33' - Suárez 44' - Mina 78' (l.n.) | Chi tiết |         |

| Uruguay | Ecuador |

| GK                  | 1  | Fernando Muslera  |     |     |
| RB                  | 22 | Martín Cáceres    |     |     |
| CB                  | 2  | José Giménez      | 63' |     |
| CB                  | 3  | Diego Godín       |     |     |
| LB                  | 17 | Diego Laxalt      |     |     |
| CM                  | 8  | Nahitan Nández    |     | 64' |
| CM                  | 5  | Matías Vecino     |     | 81' |
| CM                  | 6  | Rodrigo Bentancur |     |     |
| AM                  | 7  | Nicolás Lodeiro   | 14' | 75' |
| CF                  | 9  | Luis Suárez       |     |     |
| CF                  | 21 | Edinson Cavani    |     |     |
| Vào sân thay người: |    |                   |     |     |
| MF                  | 16 | Gastón Pereiro    |     | 64' |
| MF                  | 14 | Lucas Torreira    |     | 75' |
| MF                  | 15 | Federico Valverde |     | 81' |
| Huấn luyện viên:    |    |                   |     |     |
| Óscar Tabárez       |    |                   |     |     |

| GK                  | 22 | Máximo Banguera    |     |     |
| RB                  | 17 | José Quintero      | 24' |     |
| CB                  | 2  | Arturo Mina        |     |     |
| CB                  | 21 | Gabriel Achilier   |     |     |
| LB                  | 19 | Beder Caicedo      |     |     |
| CM                  | 15 | Jefferson Intriago |     |     |
| CM                  | 18 | Jefferson Orejuela |     |     |
| RW                  | 16 | Antonio Valencia   |     |     |
| AM                  | 10 | Ángel Mena         |     | 29' |
| LW                  | 11 | Ayrton Preciado    |     | 46' |
| CF                  | 13 | Enner Valencia     |     |     |
| Vào sân thay người: |    |                    |     |     |
| DF                  | 4  | Pedro Velasco      |     | 29' |
| MF                  | 7  | Romario Ibarra     |     | 46' |
| Huấn luyện viên:    |    |                    |     |     |
| Hernán Darío Gómez  |    |                    |     |     |

| Cầu thủ xuất sắc nhất trận: Edinson Cavani (Uruguay) Trợ lý trọng tài: Marcelo Van Gasse (Brasil) Kléber Gil (Brasil) Trọng tài thứ tư: Nicolás Gallo (Colombia) Trợ lý trọng tài video: Wilton Sampaio (Brasil) Bổ sung trợ lý trọng tài video: Fernando Rapallini (Argentina) Rodrigo Correa (Brasil) |

### Nhật Bản v Chile
| Nhật Bản | 0–4      | Chile                                        |
| -------- | -------- | -------------------------------------------- |
|          | Chi tiết | - Pulgar 41' - Vargas 54', 83' - Sánchez 82' |

| Nhật Bản | Chile |

| GK                  | 23 | Osako Keisuke      |     |     |
| CB                  | 16 | Tomiyasu Takehiro  |     |     |
| CB                  | 3  | Nakayama Yuta      | 21' |     |
| CB                  | 5  | Ueda Naomichi      |     |     |
| RM                  | 21 | Kubo Takefusa      |     |     |
| CM                  | 7  | Shibasaki Gaku (c) |     |     |
| CM                  | 14 | Hara Teruki        | 19' |     |
| LM                  | 2  | Sugioka Daiki      |     |     |
| RW                  | 9  | Maeda Daizen       |     | 66' |
| CF                  | 13 | Ueda Ayase         |     | 79' |
| LW                  | 10 | Nakajima Shoya     |     | 66' |
| Vào sân thay người: |    |                    |     |     |
| MF                  | 11 | Miyoshi Koji       |     | 66' |
| MF                  | 20 | Abe Hiroki         |     | 66' |
| FW                  | 18 | Okazaki Shinji     |     | 79' |
| Huấn luyện viên:    |    |                    |     |     |
| Moriyasu Hajime     |    |                    |     |     |

| GK                  | 1  | Gabriel Arias         |       |     |
| RB                  | 4  | Mauricio Isla         |       |     |
| CB                  | 17 | Gary Medel (c)        |       |     |
| CB                  | 3  | Guillermo Maripán     |       |     |
| LB                  | 15 | Jean Beausejour       |       |     |
| CM                  | 20 | Charles Aránguiz      |       |     |
| CM                  | 13 | Erick Pulgar          |       |     |
| CM                  | 8  | Arturo Vidal          |       | 78' |
| RW                  | 6  | José Pedro Fuenzalida |       | 80' |
| CF                  | 11 | Eduardo Vargas        |       |     |
| LW                  | 7  | Alexis Sánchez        |       | 87' |
| Vào sân thay người: |    |                       |       |     |
| MF                  | 16 | Pablo Hernández       |       | 78' |
| DF                  | 21 | Óscar Opazo           | 90+2' | 80' |
| FW                  | 19 | Júnior Fernándes      |       | 87' |
| Huấn luyện viên:    |    |                       |       |     |
| Reinaldo Rueda      |    |                       |       |     |

| Cầu thủ xuất sắc nhất trận: Alexis Sánchez (Chile) Trợ lý trọng tài: Eduardo Cardozo (Paraguay) Darío Gaona (Paraguay) Trọng tài thứ tư: Arnaldo Samaniego (Paraguay) Trợ lý trọng tài video: Jesús Valenzuela (Venezuela) Bổ sung trợ lý trọng tài video: Gery Vargas (Bolivia) Wilmar Navarro (Colombia) |

### Uruguay v Nhật Bản
| Uruguay                            | 2–2      | Nhật Bản           |
| ---------------------------------- | -------- | ------------------ |
| - Suárez 32' (ph.đ.) - Giménez 66' | Chi tiết | - Miyoshi 25', 59' |

| Uruguay | Nhật Bản |

| GK                  | 1  | Fernando Muslera       |  |     |
| RB                  | 22 | Martín Cáceres         |  |     |
| CB                  | 2  | José Giménez           |  |     |
| CB                  | 3  | Diego Godín (c)        |  |     |
| LB                  | 17 | Diego Laxalt           |  | 28' |
| RM                  | 8  | Nahitan Nández         |  | 60' |
| CM                  | 14 | Lucas Torreira         |  |     |
| CM                  | 6  | Rodrigo Bentancur      |  |     |
| LM                  | 7  | Nicolás Lodeiro        |  | 73' |
| CF                  | 21 | Edinson Cavani         |  |     |
| CF                  | 9  | Luis Suárez            |  |     |
| Vào sân thay người: |    |                        |  |     |
| DF                  | 4  | Giovanni González      |  | 28' |
| MF                  | 10 | Giorgian De Arrascaeta |  | 60' |
| MF                  | 15 | Federico Valverde      |  | 73' |
| Huấn luyện viên:    |    |                        |  |     |
| Óscar Tabárez       |    |                        |  |     |

| GK                  | 1  | Kawashima Eiji     |     |     |
| CB                  | 4  | Itakura Ko         |     |     |
| CB                  | 5  | Ueda Naomichi      | 31' |     |
| CB                  | 16 | Tomiyasu Takehiro  |     |     |
| RWB                 | 19 | Iwata Tomoki       |     | 87' |
| LWB                 | 2  | Sugioka Daiki      |     |     |
| CM                  | 11 | Miyoshi Koji       |     | 83' |
| CM                  | 7  | Shibasaki Gaku (c) |     |     |
| CM                  | 10 | Nakajima Shoya     | 78' |     |
| CF                  | 18 | Okazaki Shinji     |     |     |
| CF                  | 20 | Abe Hiroki         |     | 67' |
| Vào sân thay người: |    |                    |     |     |
| FW                  | 13 | Ueda Ayase         |     | 67' |
| MF                  | 21 | Kubo Takefusa      |     | 83' |
| DF                  | 22 | Tatsuta Yugo       |     | 87' |
| Huấn luyện viên:    |    |                    |     |     |
| Moriyasu Hajime     |    |                    |     |     |

| Cầu thủ xuất sắc nhất trận: Miyoshi Koji (Nhật Bản) Trợ lý trọng tài: Alexander Guzmán (Colombia) Wilmar Navarro (Colombia) Trọng tài thứ tư: Nicolás Gallo (Colombia) Trợ lý trọng tài video: Diego Haro (Peru) Bổ sung trợ lý trọng tài video: Néstor Pitana (Argentina) Hernán Maidana (Argentina) |

### Ecuador v Chile
| Ecuador                | 1–2      | Chile                         |
| ---------------------- | -------- | ----------------------------- |
| - Valencia 26' (ph.đ.) | Chi tiết | - Fuenzalida 8' - Sanchez 51' |

| Ecuador | Chile |

| GK                  | 22 | Alexander Domínguez |             |     |
| RB                  | 4  | Pedro Velasco       | 90+6'       |     |
| CB                  | 3  | Robert Arboleda     | 79'         |     |
| CB                  | 21 | Gabriel Achilier    | 89'         |     |
| LB                  | 6  | Cristian Ramírez    |             |     |
| CM                  | 23 | Jhegson Méndez      | 3' 60'      |     |
| CM                  | 18 | Jefferson Orejuela  |             |     |
| CM                  | 8  | Carlos Gruezo       | 81'         |     |
| RW                  | 10 | Ángel Mena          | 34'         | 81' |
| CF                  | 13 | Enner Valencia      | 26' (ph.đ.) |     |
| LW                  | 7  | Romario Ibarra      | 69'         |     |
| Vào sân thay người: |    |                     |             |     |
| MF                  | 16 | Antonio Valencia    | 60'         |     |
| FW                  | 9  | Carlos Garcés       | 69'         |     |
| MF                  | 11 | Ayrton Preciado     | 83'         |     |
| Huấn luyện viên:    |    |                     |             |     |
| Hernán Darío Gómez  |    |                     |             |     |

| GK                  | 1  | Gabriel Arias         | 44'   |       |
| RB                  | 4  | Mauricio Isla         | 83'   |       |
| CB                  | 17 | Gary Medel            |       |       |
| CB                  | 3  | Guillermo Maripán     |       |       |
| LB                  | 15 | Jean Beausejour       | 53'   |       |
| CM                  | 20 | Charles Aránguiz      |       |       |
| CM                  | 13 | Erick Pulgar          |       |       |
| CM                  | 8  | Arturo Vidal          | 87'   | 90+2' |
| RW                  | 6  | José Pedro Fuenzalida | 8'    | 70'   |
| CF                  | 11 | Eduardo Vargas        | 86'   |       |
| LW                  | 7  | Alexis Sánchez        | 51'   |       |
| Vào sân thay người: |    |                       |       |       |
| DF                  | 5  | Paulo Díaz            | 70'   |       |
| MF                  | 16 | Pablo Hernández       | 86'   |       |
| DF                  | 18 | Gonzalo Jara          | 90+2' |       |
| Huấn luyện viên:    |    |                       |       |       |
| Reinaldo Rueda      |    |                       |       |       |

| Cầu thủ xuất sắc nhất trận: Alexis Sánchez (Chile) Trợ lý trọng tài:' Juan Pablo Belatti (Argentina) Ezequiel Brailovsky (Argentina) Trọng tài thứ tư: Jesús Valenzuela (Venezuela) Trợ lý trọng tài video: Wilmar Roldán (Colombia) Bổ sung trợ lý trọng tài video: Mario Díaz de Vivar (Paraguay) Jhon Alexander León (Colombia) |

### Chile v Uruguay
| Chile | 0–1      | Uruguay      |
| ----- | -------- | ------------ |
|       | Chi tiết | - Cavani 82' |

| Chile | Uruguay |

| GK                  | 1  | Gabriel Arias     |     |
| LB                  | 3  | Guillermo Maripán |     |
| CB                  | 18 | Gonzalo Jara      | 90' |
| RB                  | 17 | Gary Medel (c)    | 55' |
| CM                  | 13 | Erick Pulgar      |     |
| LM                  | 21 | Óscar Opazo       |     |
| CM                  | 16 | Pablo Hernández   |     |
| CM                  | 20 | Charles Aránguiz  |     |
| RM                  | 5  | Paulo Díaz        |     |
| CF                  | 7  | Alexis Sánchez    |     |
| CF                  | 11 | Eduardo Vargas    | 77' |
| Vào sân thay người: |    |                   |     |
| DF                  | 2  | Igor Lichnovsky   | 55' |
| FW                  | 19 | Júnior Fernándes  | 77' |
| FW                  | 9  | Nicolás Castillo  | 90' |
| Huấn luyện viên:    |    |                   |     |
| Reinaldo Rueda      |    |                   |     |

| GK                  | 1  | Fernando Muslera       |       |       |
| LB                  | 22 | Martín Cáceres         |       |       |
| CB                  | 3  | Diego Godín (c)        |       |       |
| CB                  | 2  | José Giménez           |       |       |
| RB                  | 4  | Giovanni González      |       | 70'   |
| LM                  | 7  | Nicolás Lodeiro        | 46'   |       |
| CM                  | 6  | Rodrigo Bentancur      |       |       |
| CM                  | 15 | Federico Valverde      | 90+2' |       |
| RM                  | 10 | Giorgian De Arrascaeta | 76'   |       |
| CF                  | 9  | Luis Suárez            |       |       |
| CF                  | 21 | Edinson Cavani         |       |       |
| Vào sân thay người: |    |                        |       |       |
| MF                  | 8  | Nahitan Nández         |       | 46'   |
| FW                  | 20 | Jonathan Rodríguez     |       | 76'   |
| DF                  | 19 | Sebastián Coates       |       | 90+2' |
| Huấn luyện viên:    |    |                        |       |       |
| Óscar Tabárez       |    |                        |       |       |

| Cầu thủ xuất sắc nhất trận: Edinson Cavani (Uruguay) Trợ lý trọng tài: Marcelo Van Gasse (Brasil) Kléber Lúcio Gil (Brasil) Trọng tài thứ tư: Mario Díaz de Vivar (Paraguay) Trợ lý trọng tài video: Wilton Sampaio (Brasil) Bổ sung trợ lý trọng tài video: Arnaldo Samaniego (Paraguay) Ezequiel Brailovsky (Argentina) |

### Ecuador v Nhật Bản
| Ecuador    | 1–1      | Nhật Bản       |
| ---------- | -------- | -------------- |
| - Mena 35' | Chi tiết | - Nakajima 15' |

| Ecuador | Nhật Bản |

| GK                  | 22 | Alexander Domínguez |     |     |
| LB                  | 6  | Cristian Ramírez    |     |     |
| CB                  | 3  | Robert Arboleda     |     | 72' |
| CB                  | 2  | Arturo Mina         |     |     |
| RB                  | 4  | Pedro Velasco       |     |     |
| LW                  | 7  | Romario Ibarra      | 83' |     |
| CM                  | 23 | Jhegson Méndez      | 46' |     |
| CM                  | 8  | Carlos Gruezo       |     |     |
| CM                  | 18 | Jefferson Orejuela  |     |     |
| RW                  | 10 | Ángel Mena          | 74' |     |
| CF                  | 13 | Enner Valencia (c)  |     |     |
| Vào sân thay người: |    |                     |     |     |
| MF                  | 11 | Ayrton Preciado     |     | 46' |
| MF                  | 20 | Andrés Chicaiza     | 89' | 74' |
| MF                  | 16 | Antonio Valencia    | 83' | 83' |
| Huấn luyện viên:    |    |                     |     |     |
| Hernán Darío Gómez  |    |                     |     |     |

| GK                  | 1  | Kawashima Eiji     |     |     |
| LM                  | 2  | Sugioka Daiki      |     |     |
| CB                  | 16 | Tomiyasu Takehiro  |     | 31' |
| CB                  | 5  | Ueda Naomichi      |     |     |
| RB                  | 19 | Iwata Tomoki       |     |     |
| LM                  | 10 | Nakajima Shoya     |     |     |
| CM                  | 4  | Itakura Ko         | 88' |     |
| CM                  | 7  | Shibasaki Gaku (c) |     |     |
| RM                  | 11 | Miyoshi Koji       | 82' |     |
| CF                  | 21 | Kubo Takefusa      |     |     |
| CF                  | 18 | Okazaki Shinji     | 66' |     |
| Vào sân thay người: |    |                    |     |     |
| FW                  | 13 | Ueda Ayase         |     | 66' |
| MF                  | 20 | Abe Hiroki         |     | 82' |
| FW                  | 9  | Maeda Daizen       |     | 88' |
| Huấn luyện viên:    |    |                    |     |     |
| Moriyasu Hajime     |    |                    |     |     |

| Cầu thủ xuất sắc nhất trận: Shoya Nakajima (Nhật Bản) Trợ lý trọng tài: Luis Murillo (Venezuela) Rodrigo Correa (Brasil) Trọng tài thứ tư: Wilmar Roldán (Colombia) Trợ lý trọng tài video: Fernando Rapallini (Argentina) Bổ sung trợ lý trọng tài video: Nicolás Gallo (Colombia) Jhon Alexander León (Colombia) |

## Kỷ luật
Điểm giải phong cách sẽ được sử dụng làm các tiêu chí nếu kỷ lục tổng thể và đối đầu của các đội tuyển được gắn kết. Chúng được tính dựa trên thẻ vàng và thẻ đỏ nhận được trong tất cả các trận đấu bảng như sau:
- Thẻ vàng thứ nhất: trừ 1 điểm;
- Thẻ đỏ gián tiếp (thẻ vàng thứ hai): trừ 3 điểm;
- Thẻ đỏ trực tiếp: trừ 4 điểm;
- Thẻ vàng và thẻ đỏ trực tiếp: trừ 5 điểm;

Chỉ một trong những khoản trừ trên được áp dụng cho 1 cầu thủ trong 1 trận đấu.
| Đội tuyển | Trận 1   | Trận 1                                    | Trận 1 | Trận 1            | Trận 2   | Trận 2                                    | Trận 2 | Trận 2            | Trận 3   | Trận 3                                    | Trận 3 | Trận 3            | Điểm |
| Đội tuyển | Thẻ vàng | Thẻ vàng · Thẻ vàng-đỏ (thẻ đỏ gián tiếp) | Thẻ đỏ | Thẻ vàng · Thẻ đỏ | Thẻ vàng | Thẻ vàng · Thẻ vàng-đỏ (thẻ đỏ gián tiếp) | Thẻ đỏ | Thẻ vàng · Thẻ đỏ | Thẻ vàng | Thẻ vàng · Thẻ vàng-đỏ (thẻ đỏ gián tiếp) | Thẻ đỏ | Thẻ vàng · Thẻ đỏ | Điểm |
| --------- | -------- | ----------------------------------------- | ------ | ----------------- | -------- | ----------------------------------------- | ------ | ----------------- | -------- | ----------------------------------------- | ------ | ----------------- | ---- |
| Chile     | 1        |                                           |        |                   | 4        |                                           |        |                   |          |                                           |        |                   | −5   |
| Nhật Bản  | 2        |                                           |        |                   | 2        |                                           |        |                   | 1        |                                           |        |                   | −5   |
| Uruguay   | 2        |                                           |        |                   |          |                                           |        |                   | 1        |                                           |        |                   | −3   |
| Ecuador   |          |                                           | 1      |                   | 5        |                                           | 1      |                   | 3        |                                           |        |                   | −16  |

Điểm giải phong cách sẽ được sử dụng làm các tiêu chí nếu kỷ lục tổng thể và đối đầu của các đội tuyển được gắn kết. Chúng được tính dựa trên thẻ vàng và thẻ đỏ nhận được trong tất cả các trận đấu bảng như sau:
- Thẻ vàng thứ nhất: trừ 1 điểm;
- Thẻ đỏ gián tiếp (thẻ vàng thứ hai): trừ 3 điểm;
- Thẻ đỏ trực tiếp: trừ 4 điểm;
- Thẻ vàng và thẻ đỏ trực tiếp: trừ 5 điểm;

Chỉ một trong những khoản trừ trên được áp dụng cho 1 cầu thủ trong 1 trận đấu.
| Đội tuyển | Trận 1   | Trận 1                                    | Trận 1 | Trận 1            | Trận 2   | Trận 2                                    | Trận 2 | Trận 2            | Trận 3   | Trận 3                                    | Trận 3 | Trận 3            | Điểm |
| Đội tuyển | Thẻ vàng | Thẻ vàng · Thẻ vàng-đỏ (thẻ đỏ gián tiếp) | Thẻ đỏ | Thẻ vàng · Thẻ đỏ | Thẻ vàng | Thẻ vàng · Thẻ vàng-đỏ (thẻ đỏ gián tiếp) | Thẻ đỏ | Thẻ vàng · Thẻ đỏ | Thẻ vàng | Thẻ vàng · Thẻ vàng-đỏ (thẻ đỏ gián tiếp) | Thẻ đỏ | Thẻ vàng · Thẻ đỏ | Điểm |
| --------- | -------- | ----------------------------------------- | ------ | ----------------- | -------- | ----------------------------------------- | ------ | ----------------- | -------- | ----------------------------------------- | ------ | ----------------- | ---- |
| Chile     | 1        |                                           |        |                   | 4        |                                           |        |                   |          |                                           |        |                   | −5   |
| Nhật Bản  | 2        |                                           |        |                   | 2        |                                           |        |                   | 1        |                                           |        |                   | −5   |
| Uruguay   | 2        |                                           |        |                   |          |                                           |        |                   | 1        |                                           |        |                   | −3   |
| Ecuador   |          |                                           | 1      |                   | 5        |                                           | 1      |                   | 3        |                                           |        |                   | −16  |